# 陕西唐松草
陕西唐松草（学名：Thalictrum shensiense）为毛茛科唐松草属下的一个种。

## 扩展阅读
- 維基物種上的相關：陕西唐松草